# Mutsu Munemitsu
Conde Mutsu Munemitsu (陸奥 宗光; 20 de agosto de 1844 – 24 de agosto de 1897) foi um diplomata e político japonês. Tornou-se Ministro dos Negócios Estrangeiros em 1890 e trabalhou para revisar os tratados desiguais. Serviu como plenipotenciário na conferência de paz em Shimonoseki após a Primeira Guerra Sino-Japonesa.

## Primeiros anos
Mutsu Munemitsu nasceu no domínio de Wakayama, Província de Kii, como o sexto filho de Date Munehiro, um retainer samurai do Clã Tokugawa de Kii. Seu pai era ativo no movimento Sonnō jōi, e Mutsu Munemitsu juntou forças com Sakamoto Ryōma e Itō Hirobumi no movimento para derrubar o Xogunato Tokugawa.

## Carreira

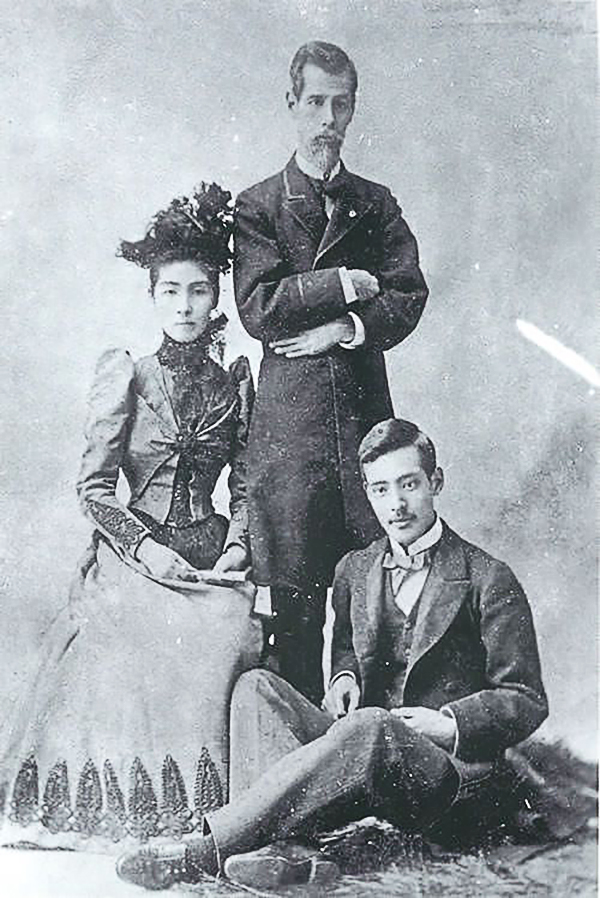
A família Mutsu

Após a Restauração Meiji, Mutsu ocupou vários cargos no novo governo Meiji, incluindo o de governador da Prefeitura de Hyōgo e posteriormente governador da Prefeitura de Kanagawa, ambas hospedeiras de assentamentos estrangeiros. Foi chefe da Reforma do Imposto Territorial de 1873–1881 e serviu no Genrōin. Conspirou para auxiliar Saigō Takamori na Rebelião de Satsuma e foi preso de 1878 até 1883. Enquanto na prisão, traduziu Utilitarismo de Jeremy Bentham para o japonês.
Após deixar a prisão, voltou ao governo como funcionário do Ministério dos Negócios Estrangeiros, e em 1884 foi enviado à Europa para estudos. Posteriormente tornou-se Ministro japonês em Washington D.C. (1888–1890), período durante o qual estabeleceu relações diplomáticas formais entre o Japão e o México, e revisou parcialmente os tratados desiguais entre o Japão e os Estados Unidos.
Ao retornar ao Japão em 1890, tornou-se Ministro da Agricultura e Comércio. Foi também eleito para a Câmara dos Representantes do Japão pelo 1º Distrito de Wakayama por um único mandato na Eleição Geral de 1890. Em 1892, tornou-se Ministro dos Negócios Estrangeiros no gabinete de Itō Hirobumi. Em 1894, concluiu o Tratado Anglo-Japonês de Comércio e Navegação de 1894, que finalmente encerrou o status de tratado desigual entre o Japão e a Grã-Bretanha.
Mutsu foi o principal negociador japonês no Tratado de Shimonoseki, que encerrou a Primeira Guerra Sino-Japonesa (1894–1895). Na sequência de uma tentativa contra a vida do principal negociador chinês Li Hongzhang por um fanático japonês, o governo japonês voluntariamente reduziu o tamanho da indenização que planejava reivindicar da China, e Mutsu famosamente observou: 'O infortúnio de Li é a boa sorte do Grande Império Ch'ing'. A Tríplice Intervenção da França, Alemanha e Rússia reverteu os ganhos que Mutsu havia negociado da China no Tratado de Shimonoseki, e o público japonês culpou Mutsu pela humilhação nacional. Renunciou a todos os cargos governamentais em maio de 1896 e mudou-se para Ōiso, Kanagawa, onde escreveu suas memórias diplomáticas pessoais  ja (蹇々録) após a assinatura do tratado para explicar suas opiniões e ações. Contudo, suas memórias não puderam ser publicadas até 1923 devido aos segredos diplomáticos que continham.
Mutsu viveu no que hoje são os Jardins Kyu-Furukawa. Mutsu morreu de tuberculose em Takinogawa, Prefeitura de Tóquio em 1897. Mutsu foi enobrecido com o título de hakushaku (conde) sob o sistema de nobreza kazoku ao final da Guerra Sino-Japonesa.

## Honrarias
- Grã-Cruz da Ordem do Sol Nascente (1895)
- Segundo Grau Sénior (1897)